# آرون فيرما
آرون فيرما هو سياسي هندي، ولد في 12 سبتمبر 1986 في سلطان بور في الهند. نشط حزبياً في سماجوادي.